# 婚姻届
婚姻届（こんいん とどけ）は、日本において、法的な結婚（婚姻）をしようとする者が提出する書類。正式には婚姻届書（こんいんとどけしょ）と言う。法務省の地方支分部局である法務局の戸籍課が管轄する行政機関への書類で、受付は市区町村役場が窓口となる。

## 法的根拠
手続き根拠としては戸籍法第74条、民法第739条に規定されている。

## 条件
以下の条件を満たす必要がある
- 男性及び女性が共に満18歳以上[注 1]であること（同性結婚は出来ない）。
- 男女双方とも婚姻関係を結んでいないこと（重婚の禁止）。
- 2人以上の18歳以上[注 2]の証人がいること（婚姻届に署名が必要[注 3]）。
- 双方が直系親族または3親等内の傍系血族[注 4]でないこと。

女性に婚姻歴がある場合、2024年3月31日までは、再婚の際に下記の条件を満たす必要があった(令和4年(2022年)12月16日法律第102号による改正前の民法第733条第1項)。これは離婚直後に女性が出産した場合に父親が前夫か現夫かを明確にする目的があり、DNA型鑑定の普及により識別が容易になった事などから廃された。
- 離婚届提出から100日が経過していること（再婚相手が前回の離婚相手の場合、前婚の終了後に出産している場合、明らかに妊娠不可能な年齢、前婚との間に妊娠していない事実を立証出来る場合等は不要）[注 5]

## 手続き
概略
役場などで婚姻届の用紙を入手し、証人欄の署名を受け、かつ必要事項を記入・署名した上で提出先に出頭し、提出する（証人となる者も提出に立ち会う場合は、その場で用紙を記入・署名しても可）。不受理申出をしていない限り郵送でも提出は可能だが、その場合は、市区町村役場への郵便配達日をもって受理日となる。
提出先（いずれか1箇所）
- 夫、または妻の従前戸籍（結婚する前の時点での戸籍）の本籍の自治体の市区町村役場。
- 結婚後の新たな本籍地を管轄する自治体の市区町村役場。
- 夫、または妻の現在の所在地の自治体の市区町村役場。
- 同時に転居する場合、結婚後の住所となる自治体の市区町村役場。

（所在地には、住民登録上の現住所の他に、一時的な滞在地も含まれるので、旅行先等の役所でも提出できる。また所在地が海外の時は、最寄りの日本国大使館・総領事館の在外公館に提出できる。）
提出書類
- 婚姻届
- 結婚前の時点での戸籍謄本または抄本（手続きをする役場が従前戸籍の本籍地の自治体である者の分は不要）[注 6]
- 二人の本人確認書類[注 7]
- 外国人と婚姻する場合は外国人について婚姻具備証明書等の婚姻要件を具備していることを証する書面、国籍を証する書面、出生年月日を証する書面とそれらの日本語の翻訳文
- 外国方式により婚姻した場合は、その国が発行する婚姻証書の謄本と日本語の翻訳文（この場合、婚姻届への2人の成人の証人の署名は不要となる。）

海外の在外公館に届ける場合などを除き、現在は1通のみの提出で可としている役場がほとんどである（以前は2 - 3通必要となる場合もあったが、現在は役場で謄本（複写）を作成する）。
提出後
書類に問題がなければ受理される。届は、提出日をもって即日発効する。
新たに戸籍の筆頭者となる者が従前戸籍の筆頭者でなかった場合、当該者を筆頭者とする戸籍が新たに作られる。新戸籍の筆頭者となる者が既に戸籍の筆頭者である場合は、その戸籍にそのまま配偶者が記載される（離婚や分籍をしていた場合がこれに当たる）。結婚後の氏は、戸籍の筆頭者となる方のものとなる。

### 書類や提出手続きの多様化
婚姻届は一定の書式を満たしていれば、欄外にイラストをあしらうなどしても有効である。結婚は一般的に慶事とされていることもあり、地元の名所、ゆるキャラを描くなどした婚姻届書類を配布している自治体もある（例：東京都台東区の浅草寺雷門の絵入り）。こうした独自デザインの婚姻届書類を、一部の民間事業者は販売したり（サンシャイン水族館など）、無料でダウンロード提供したりしている。役所に提出した婚姻届を含む書類は提出者の手元には戻ってこないため、特別なデザインの婚姻受理証明書や記念証を用意している自治体もある。
提出時の記念として、金屏風を背景に記念撮影ができるようにしたり（例：東京都大田区）、提出ツアーを誘致したり（例：沖縄県石垣市）する自治体もある。

## その他
- 大日本帝国憲法当時は、男性は30歳未満、女性は25歳未満の場合には、父母の同意を要すると定められていた。
- 父母の同意とは、保護者・親権者の同意と同じ意味ではなく、実の父母または養父母のことである[7][8]。父母がおらず後見人が親権者になっている場合は、誰の同意も不要である。父母が証人欄に署名している場合は、別途同意書の添付は必要ない。
- 婚姻届には証人の記入が必要であるが、証人になった者が、保証人となったり、結婚後の面倒を見たり、連帯保証人の様に金銭・経済面での支援の義務や、不倫など不貞行為の責任を取らされる訳ではない。あくまでも、二人が結婚した旨の証人であるだけである。しかも証人には、国籍が指定されていないため、18歳以上[注 2]であれば、見ず知らずの外国籍の人物でも証人欄の記入は可能である。しかし、当人に結婚する意思が全く無い相応の事実を認知していたのに署名した場合には、罰せられる場合がある。なお、証人の記入が必要であることは、両性の合意のみで婚姻できることを保障した日本国憲法第24条に違反するという仮説もある。
- 婚姻届を提出した後に離婚届を同日に提出することも可能である。また、配偶者の戸籍に養子女として入り嫁または婿となる場合には配偶者の両親を養親とした養子縁組届を添えて提出する必要がある。
- 夫婦の氏を途中で変更する場合、一旦離婚届を提出し、以前筆頭者でなかった者を筆頭者（以前夫が筆頭者だった場合は妻を筆頭者）とする婚姻届を提出する場合と、筆頭者が配偶者の両親を養親とする養子縁組届を提出する場合の2通りがある。また家庭裁判所の許可が必要であるが、氏の変更届を提出して家庭裁判所に認められるという形で氏を変更することは可能である。
- 芸能ニュースなどで、初婚の者同士が婚姻届を出したことを「入籍」と言うのは誤用である。「入籍届」とは代表例として、非嫡出子を「認知した父親」の戸籍に入れるため、いわゆる「連れ子再婚」の場合に「連れ子」を「再婚相手」の戸籍に入れる手続きであり、結婚とは何ら関係ないものである。
- 婚姻届が偽造された場合であっても、役場の担当者は確認せず、形式さえ整っていれば受理せざるを得ないため、偽造された婚姻届を提出されてしまい、知らぬ間に偽装結婚させられ、当人の知らぬ間に「夫婦の状態」となる場合がある。もし、偽造の婚姻届で結婚させられた場合、家庭裁判所に婚姻無効の調停を申し立てて認められ、さらに役場で戸籍訂正するという、面倒な手続きを踏まなければ「夫婦である状態」を取り消すことができない。なりすまし対策として、本人通知制度や不受理申立書により、婚姻届が勝手に受理されないようにすることができる[9]。西野亮廣は勝手に婚姻届を提出された際、本籍と両親の名前が間違っていたため不受理となったが、区役所からは証人として勝手に名前を使われたタモリにも直接連絡を取るように指示されたという[10]。
- 婚姻届は24時間365日受付が可能である。ただし、夜間や土曜日や日曜日及び国民の休日は、担当職員が不在であるため、通用口にいる警備員・守衛に預ける形となり、役所始業と共に受理される。この場合、受理日は婚姻届の提出日となる。
- 世界では市長の前で宣誓したり、親族を集めた儀式が必要など、婚姻手続きに手間がかかる国家もある[11]が、日本では婚姻届を提出するだけで済み、世界から訪れた者同士の婚姻届も受理されるなど手続きが非常に簡素であるため、日本の婚姻届が有効な国家のカップルを対象に、結婚式・婚姻届の提出・結婚旅行を組み合わせた「リーガルウェディング」というパッケージツアーを提供する業者が登場している[12]。
- 日本国籍を持つ者が、外国の法律に基づき結婚する際には、法務省法務局に婚姻要件具備証明書を発行してもらい、相手国に対し結婚する資格があることを証明する。